# Municipio de Logan (condado de Antelope)
El municipio de Logan (en inglés: Logan Township) es un municipio ubicado en el condado de Antelope en el estado estadounidense de Nebraska. En el año 2010 tenía una población de 811 habitantes y una densidad poblacional de 8,79 personas por km².

## Geografía
El municipio de Logan se encuentra ubicado en las coordenadas 41°57′31″N 98°7′22″O / 41.95861, -98.12278. Según la Oficina del Censo de los Estados Unidos, el municipio tiene una superficie total de 92.25 km², de la cual 92,25 km² corresponden a tierra firme y (0 %) 0 km² es agua.

## Demografía
Según el censo de 2010, había 811 personas residiendo en el municipio de Logan. La densidad de población era de 8,79 hab./km². De los 811 habitantes, el municipio de Logan estaba compuesto por el 97,78 % blancos, el 1,48 % eran de otras razas y el 0,74 % eran de una mezcla de razas. Del total de la población el 1,11 % eran hispanos o latinos de cualquier raza.